# Киркор, Георгий Васильевич
Гео́ргий Васи́льевич Кирко́р (29 сентября (12 октября) 1910, Москва, Российская империя — 1980) — российский советский композитор и текстолог.

## Биография
В 1935 году окончил Московскую консерваторию; ученик Николая Мясковского (композиция). В 1950—1979 годах работал научным сотрудником Центрального музея музыкальной культуры имени М. И. Глинки. Занимался музыкально-текстологической подготовкой изданий сочинений М. И. Глинки, П. И. Чайковского, Н. А. Римского-Корсакова, Н. Я. Мясковского (некоторые совместно с женой, Ириной Иордан, и Борисом Доброхотовым). Писал музыку для кино.

## Сочинения
- опера «Ван Ши Бин» (1932, с Л. Соковниным и А. Эдельштейном, Москва)
- кантата «Москва» (1947, с Ириной Иордан, на стихи Д. Седых)
- симфония № 1 (1933)
- симфония № 2 (Памяти Ленина, 1934)
- симфония № 3 (1942)
- симфония № 4 (1959)
- увертюра на хакасские темы (1955, с Ириной Иордан)
- увертюра на темы революционных песен 1905 года (1955, с Ириной Иордан)
- концерт для фортепиано с оркестром (1932)
- концерт для виолончели с оркестром (1952)
- концерт для гобоя с оркестром (1968)
- сюита (1960)
- «Лирическое интермеццо» для оркестра русских народных инструментов (1956)
- «Симфониетта» для оркестра русских народных инструментов (1962)
- фортепианный квинтет на таджикские темы (1951, с Ириной Иордан)
- струнный квартет № 1 (1934)
- струнный квартет № 2 (1970)
- трио для фортепиано, скрипки и виолончели (1973)
- две пьесы для скрипки и фортепиано (1951)
- соната для виолончели и фортепиано (1946), записана Кириллом Родиным
- две пьесы для альта и фортепиано, соч. 18 (1951)
- концертная фантазия для альта и фортепиано, соч. 26 (1963)
- каприччио для гобоя и фортепиано (1962)
- сонатина для фортепиано (1932)
- рапсодия для фортепиано (1947)
- 12 пьес для фортепиано (1950, 2-я редакция 1969)
- лёгкие вариации для фортепиано (1965)
- лёгкая соната для фортепиано (1973)
- Этюды для виолончели (1959, 1968)

## Награды
- 1971 — Заслуженный работник культуры РСФСР